# Руги
Руги (Rugier, лат.: rugii) са източногерманско племе, населяващо земите между Висла (Weichsel) и Одер („Weichselgermanen“). Ругите приемат арианската вяра. През Великото преселение на народите ругите се присъединяват към хуните. Те живеят и в Остготското царство в Мизия и тръгват с остготите към Италия. Ругите населяват също и Южна Норвегия (Рогаланд/Ругаланд), от 1 век сл. Хр. Померания.
Тацит споменава в своята „Германия“ (44,1) ругите („Rugii“), които живеят заедно с готите и лугите (Lugier, Lygier) на южния бряг на Балтийско море. Според Тацит трите племена се отличават чрез кръгли щитове, къси мечове и послушание към техните крале. При Птолемей се споменава областта „Rougion“.
Името руги,„Ругиер“, „Rugini“ или „Руген“, означава „ръжен селянин“ или „хранещи се с ръж“.
През Великото преселение на народите ругите се присъединяват към хуните и участват във военните походи на Атила, последно през 451 г. в Галия.
След смъртта на Атила 453 г. се заселват като федерати и основават държава („Rugiland“) в днешна Долна Австрия (Niederösterreich), с център срещу Маутерн при Кремс, на южния бряг на Дунав. Ругите участват през 455 г. в битката на река Недао, когато коалиция на гепидите побеждава хуните и остготите. През 469 г. те са победени при Болия заедно с други племена от остготите.
Макар че в началото под предводителството на крал Флацитеус (Flaccitheus) (467 – 472 г.) често ги нападат за плячка, с живеещите южно от Дунав романи, под водачеството на Свети Северин, (Severinus) ругите имат, впоследствие добри отношения. Северин, още преди да се засели в Норикум, има контакт с Флацитеус и става негов политически съветник.
„Vita Severini“ на Eugippius описва ругите като войнствен народ с племенно самочувствие, който живее от животновъдство, примитивно земеделие и грабежни походи.
Крал Фелетеус (Фева), който наследява Флацитеус през 472 г., се жени за готската дама Гизо, може би амалска братовчедка на Теодорих Велики, което подготвя връзката с остготите. Когато Lauriacum Енс е заплашен от тюрингите и алеманите, Фелетеус превзема значимия град. Той задължава романското население на града да се пресели в области, плащащи му данък. Тези събития са най-големите политически неуспехи на Северин.
През 476 г. ругите помагат на херулите и скирите на Одоакър при смъкване на последния западноримски император.
„Ругиският Regnum“ след това е пазеща сила върху Norikum Ripense, между Винервалд и Енс.
Когато източноримският император Зенон кара ругите да се бият с Одоакър, се идва до конфликт между крал Фелетеус и неговия брат Фердерухус. Понеже Фердерухус подпомага Одоакър, неговият племенник Фредерикус го убива. След това Одоакър успява да разбие войската на ругите при Винервалд.
Царството на ругите се разпада, въпреки помощта на римските провинциали, през 487/488 г. в две войни от Одоакър.
Кралят на ругите Фелетеус (Фева) и жена му са пленени и убити през 487 г. в Равена.
Техният син Фредерикус избягва с кавалерията на ругите и прави опит да възстанови Царството на ругите. Хунулф, брат на Одоакер, пречи на това, чрез насилствено евакуиране на римското население от източното крайбрежие на Норик в Италия, с което спира дългосрочно икономическия базис на ругите.
Фредерикус тогава се присъединява заедно с останалите още руги през 488 г. към Теодорих и тръгва първо в Остготското царство към Нове в Мизия. От там голяма част от ругите последва остготите към Италия. Ругите заедно с остготите смъкват по заповед на Зенон Одоакър.
В Италия ругите успяват да запазят още известна самостоятелност, дават дори с Ерарих през 541 г. за късо време крал на Остготското царство, изчезват обаче с него през 553 г.